# Chiricahua Mountains
Chiricahua Mountains (bjergene) i Arizonas sydøstlige hjørne (i Cochise County, i delstaten Arizona, USA) er rige på både historie og skønhed. Området var tidligere hjemstedet for Chiricahua Apacherne (Cochise og Geronimo indianerfolket) indtil 1875 da de af militæret blev fordrevet mod nord til San Carlos-reservatet.
De skønneste dele Chiricahua bjergene blev erklæret til Chiricahua National Monument i 1924 af præsident Galvin Coolidge.